# Города Гренады

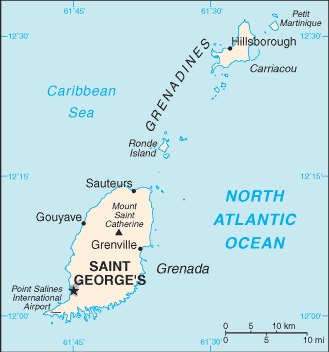
Карта Гренады

По официальным данным за 2013 год в Гренаде было более 10 населённых пунктов с населением более 100 человек. Столица Гренады Сент-Джорджес была единственным городом с населением более 5000 человек; 5 городов с населением более 1,5 тыс. человек, остальные населенные пункты насчитывали ниже 1000 жителей.
| Населенные пункты Гренады | Населенные пункты Гренады | Населенные пункты Гренады | Населенные пункты Гренады | Населенные пункты Гренады | Населенные пункты Гренады |
| Номер                     | Название                  | Название (англ.)          | Население                 | Население                 | Округ                     |
| Номер                     | Название                  | Название (англ.)          | Перепись 1991             | Оценка 2005               | Округ                     |
| ------------------------- | ------------------------- | ------------------------- | ------------------------- | ------------------------- | ------------------------- |
| 1.                        | Сент-Джорджес             | St. George's              | 4520                      | 4330                      | Сент-Джордж               |
| 2.                        | Гуяв                      | Gouyave                   | 3070                      | 3378                      | Сент-Джон                 |
| 3.                        | Гренвилл                  | Grenville                 | 2250                      | 2476                      | Сент-Эндрю                |
| 4.                        | Виктория                  | Victoria                  | 2050                      | 2256                      | Сент-Патрик               |
| 5.                        | Сент-Дэвидс               | St. David's               | 1200                      | 1321                      | Сент-Дэвид                |
| 6.                        | Сотеурс                   | Sauteurs                  | 1200                      | 1320                      | Сент-Марк                 |
| 7.                        | Хилсборо                  | Hillsborough              | 700                       | 770                       | Карриаку                  |
| 8.                        | Белмонт                   | Belmont                   | -                         | 287                       | Сент-Джордж               |
| 9.                        | Гранд-Рой                 | Grand Roy                 | -                         | 286                       | Сент-Джон                 |
| 10.                       | Каливигни                 | Calivigny                 | -                         | 217                       | Сент-Джордж               |
| 11.                       | Тиволи                    | Tivoli                    | -                         | 172                       | Сент-Эндрю                |
| 12.                       | Маркиз                    | Marquis                   | -                         | 109                       | Сент-Эндрю                |